# Manzan
Le Manzan est une rivière de Côte d'Ivoire, tributaire de la Comoé.
Il borde notamment le village de Bokakokoré.
Cette rivière était jadis exploitée pour l'or.
Le Manzan est fréquenté par le Calao longibande.